# 英雄水库 (南宁)
英雄水库是中国广西壮族自治区南宁市邕宁区境内的一座水库，位于八尺江支流步马河上，建于1958年。水库正常库容为1734万立方米，集雨面积为25平方千米，海拔为94.5米。